# Даугавгривская крепость
Даугавгривская крепость (латыш. Daugavgrīvas cietoksnis; ранее Динамюнде или Дюнамюнде, от нем. Dünamünde; в 1893—1917 Усть-Двинск) — крепость под Ригой, построенная в шведской Ливонии в начале XVII века на полуострове, образованном Рижским заливом и рекой Булльупе (ныне — остров Буллю). До 1893 года носила название Динамюнде, до 1917 года — Усть-Двинск. В современный период входит в состав рижского микрорайона Даугавгрива.

## Предыстория
В 1201 году Альберт фон Буксгевден основал на правом берегу Западной Двины главный опорный пункт немецкого владычества в Прибалтике — город Ригу и вслед за тем заложил в устье, на правом же берегу Двины, монастырь братьев цистерцианского ордена, названный по месту расположения — Дюнамюнде (устье Двины).
После разгрома замка в 1228 году племенами куршей и земгалов духовенство уже не было в силах удерживать в своих руках Дюнамюнде без поддержки Ливонского ордена. В ходе длительной гражданской войны в Ливонии рижский епископ Фридрих и аббат опустошённого рижанами и наскоро отстроенного цистерцианского монастыря Либерт 23 марта (или же 26 мая) 1305 года продали замок ордену и его магистру Готфриду фон Рогге. Магистр построил там хорошо укреплённый замок (Alt-Dünamünde) и создал административную единицу — Дюнамюндское комтурство; монастырь же после заключения сделки перебрался в Падисе (на северо-западе нынешней Эстонии).
В 1567 году река Западная Двина образовала новое устье, прорвавшись к морю там где оно находится и сейчас. Оборонять старое обмелевшее устье реки стало незачем, и старый замок стал терять своё стратегическое значение.

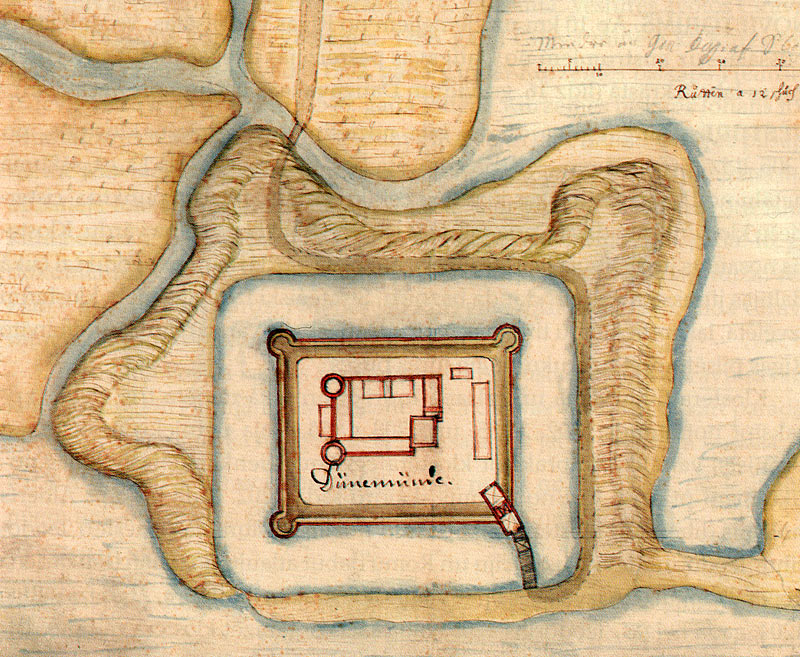
Старый замок Даугавгрива (Дюнамюнде), 1601 год, гравюра Джакомо Лауро.

## Новая крепость на противоположном берегу Даугавы
В 1600 году началась польско-шведская война. 1 августа 1608 года шведы под руководством полководца графа Мансфельда захватили замок Дюнамюнде. Не рискуя двинуться далее вверх по Двине для овладения Ригой, Манфельд ограничился перерывом связи между Ригой и морем, для чего приказал возвести на левом берегу Западной Двины в углу, образованном левыми берегами Западной Двины и Булльупе (тогда Больдер-Аа) четырёхугольный штерншанец, замкнувшей южное русло реки. С возведением этого шанца явилась возможность господствовать над судоходством как по Западной Двине, так и по Лиелупе (Аа Курляндской). 19 сентября Мансфельд отправился в Швецию, оставив в Неймюндском шанце лишь гарнизон из 250 человек с комендантом Нильсом Стернскиольдом и 29 пушек-фальконетов. Для отличия от старого замка Дюнамюнде шанц был назван Неймюндским (т.е. «Новое русло реки»). Впоследствии он был перестроен, и стал новой крепостью Дюнамюнде.
В 1609 году польские войска под руководством воеводы Ходкевича были посланы к Неймюнде для овладения шанцем. На выручку прибыл Мансфельд, но был разбит, и крепость перешла к полякам.
В 1617 году на рижском рейде появляется шведский флот. Воспользовавшись изменой коменданта Форенбаха, шведы 23 июля захватывают и старую крепость Дюнамюнде и Неймюндский шанец. Через месяц поляки под руководством воевод Радзивилла и Ходкевича снова вытесняют шведов из Дюнамюнде, а рижане осаждают шанец с правого берега, возведя на нём ряд укреплений в период с 31 августа по 2 сентября, и овладевают шанцем.
Желая принудить Польшу отказаться от всяких притязаний на Лифляндию, шведский король Густав II Адольф снарядил в 1621 году экспедицию для овладения Дюнамюнде и Ригой. 150 шведских кораблей и сильный десант под командованием Германа Врангеля подошли к устью Двины. В августе десант высадился на её правый берег. Окружив крепость, главные силы шведов двинулись на Ригу. Шведы заняли Ригу, Дюнамюнде и Неймюндский шанец.

### Эпоха подчинения крепости Швеции (1621—1710)
В 1624 году в крепость, разрушенную поляками при отступлении, прибыл шведский король Густав II Адольф и указал, какие работы следует выполнить. В шанце на вооружении находилась 21 пушка, внутри было 6 казарм, несколько домов и церковь (длина 14 саженей, ширина 4 сажени).
По перемирию между шведами и поляками 26 сентября 1628 года было решено, что Рига и Неймюнде останутся за шведами. Уже одно то, что крепость Дюнамюнде не упоминается в актах о перемирии, говорит о том, что из-за нового русла она потеряла с этого времени своё значение. Шведы решили перестроить Неймюнде. Строителем всех Лифляндских крепостей в 1641 году был назначен генерал Ротенберг. По его проекту крепость перестраивалась как пятиугольный бастион (нидерландский аналог). В 1670 году крепость было решено перестроить в крепость с шестью бастионами по проекту французского военного инженера маршала Вобана.
В 1680 году старый замок Дюнамюнде начали разбирать, а материал перевозить на строительство новой крепости. Новая крепость получила и старое название — Дюнамюнде. Работы по перестройки крепости продолжались до начала Северной войны (1700—1721). Земляные эскарпы и контр-эскарпы были заменены каменной «одеждой». В куртинах были построены казематы и пороховые погреба. На территории крепости находилась двухэтажная казарма и небольшая кирха. Крепость имела шесть бастионов (бастион — пятиугольное укрепление — состоит из двух фасов в виде исходящего луча и двух коротких фланков примыкающих куртинам, куртины служат для обороны местности перед бастионами), пять равелинов (равелин — вспомогательная оборонительная постройка в виде исходящего угла, вершиной к противнику) — с гласисами. Бастионы имели названия: Morgen Stern (Утренняя звезда), Süder Stern (Южная звезда), Cowachen (Кольвахен), Abend Stern (Вечерняя звезда или Звезда гавани), Süder Sonne (Южное солнце), Nordpohl (Северный полюс). Оборона везде открытая, местами двухъярусная.
В 1697 году крепость посетило русское посольство, в составе которого находился русский царь Пётр I, живо интересовавшийся подробностями устройства крепостей Лифляндии.

### Северная война. Присоединение к России

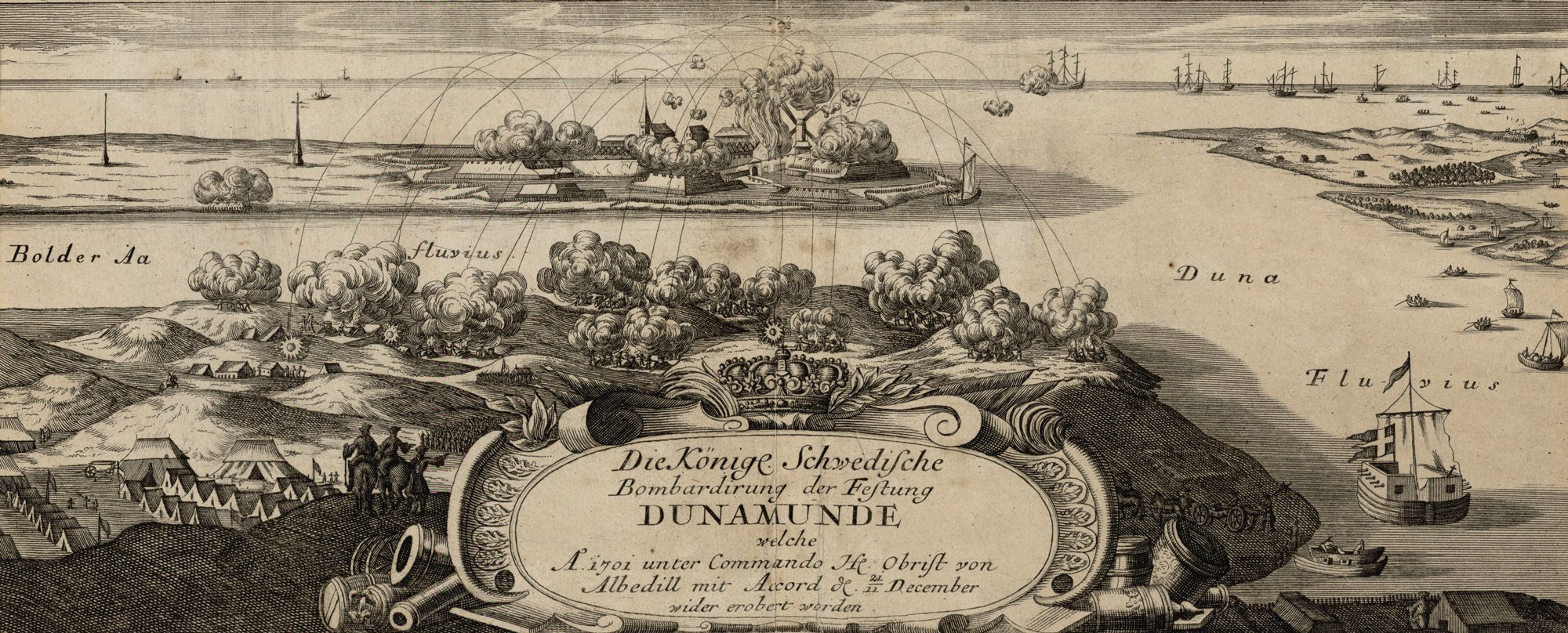
Надпись на гравюре гласит: Бомбардировка Шведскими королевскими (войсками) крепости Дюнамюнде, отвоеванной под командованием полковника фон Альбедилла путем капитуляции 11 декабря 1701 года.

В 1700 году началась Северная война. Пётр I решил овладеть Прибалтикой и получить для России выход к морю. Он заключает союз с Польшей и Данией. Польша должна была занять Лифляндию и Эстляндию, Россия — Ингерманландию, а Дания — Голштинию. Польский король Август II занимает Дюнамюнде, но шведский король Карл XII выбил из крепости поляков и саксонцев и заставил Данию порвать союз с Россией, а сам нанёс поражение русским при Нарве. Карл XII увлёкся погоней за польским королём, забыв о Петре. 27 июня 1709 года Петр I разбил шведов под Полтавой. Осталось овладеть Ригой.
1709 года войска графа Шереметьева двинулись к Риге. В этот день в армию прибыл Петр I. Началась осада Риги, которая продолжалась 9 месяцев.
В апреле 1710 года Шереметьев прибыл в Больдераа. Он приказал на острове возвести редут. Был возведён редут и в самом устье Двины. На правом берегу Курляндской Аа (Лиелупе, сейчас Бульупе) были выставлены пушки. Таким образом, крепость Дюнамюнде была блокирована со всех сторон. В крепости начался голод, и разразилась эпидемия чумы. Комендант крепости Штакельберг решил сдаться. 19 августа 1710 года, согласно условиям капитуляции, гарнизон крепости вышел с оружием, с громкой музыкой и распущенными знамёнами. В крепость входят русские войска. 30 июня 1711 года крепость посещает царь Петр I и приказывает привести крепость в боевое состояние.
Первый русский инженер крепости майор де-Колинг, назначенный на эту должность в 1712 году, укрепил крепость. 27 марта 1721 года крепость посещает Петр I. Он осматривает крепость и даёт указания, какие работы ещё надо сделать. Первым русским комендантом крепости был полковник Кропотов, назначенный на эту должность в 1729 году.
Целых 28 лет крепость была мирной. Указом императрицы Анны Иоанновны от 26 сентября 1738 года крепость была переведена в оборонительное положение, вследствие ожидавшихся осложнений, по случаю назначения Бирона — ставленника России — Курляндским герцогом.
В 1741 году, во время царствования императрицы Елизаветы Петровны крепость вновь переведена в оборонное положение из-за войны со Швецией.
Крепость использовалась и в качестве тюрьмы. Так, в начале 1742 года коменданта крепости подполковника Лаврова вдруг сменил генерал-лейтенант Бибиков. Назначение генерала на полковничью должность объяснялось тем, что казематы крепости превратятся в тюрьму для весьма именитых персон. 13 декабря 1742 года из Рижского замка в крепость был переведён свергнутый Елизаветой Петровной император Иоанн VI Антонович и его родители Анна Леопольдовна и Антон Ульрих Брауншвейгский. Он был возведён на трон в возрасте два месяца и находился на нём один год и 16 дней (с 18 октября 1740 года по 24 ноября 1741 года). Здесь он был помещён в пороховую башню, находящуюся в центре крепости. В крепости Иоанн VI находился до 31 декабря 1743 года, когда был отправлен под Холмогоры (где находился под арестом до 16 лет), а его родители в крепость Раненбург под Тулу (см. Брауншвейгское семейство).
В 1765 году на побережье Рижского залива был построен форт Комета. При Екатерине II крепость модернизируется. В 1775 году в центре крепости, на месте небольшой шведской кирхи (в ней читал проповеди Эрнст Глюк, первым переведший Библию на латышский язык и воспитавший юную Марту Скавронскую — будущую императрицу Екатерину I), по проекту петербургского архитектора Александра Виста, возводится церковь Спаса Преображения. С 1783 по 1788 год сооружается дамба, связывающая крепость с фортом Комета.
Уже к середине XVIII века построенная возле самого моря и на берегу реки крепость Динамюнде оказалась не у дел — её могла постичь та же судьба, что и предшественницу. Крепость осталась на месте, но наносы песка отодвинули от неё и море, и реку почти на километр.
Динамюнде могла бы остаться оборонительным сооружением, если бы был реализован смелый проект — строительство прямо напротив крепости, в море, молов нового рижского порта. «План Рижской гавани подле Динамюнда», датированный 1784 годом, раскопала в архивах доктор истории Иева Осе. Военную, лесную и две купеческие гавани должна была охранять крепость. Но рижане научились чистить постоянно заносимое песком устье Двины, пробивая в нём фарватер, и необходимость в болдерайских молах отпала.
В 1808 году работы по возведению Кометной дамбы и углублению гавани Динамюнде были полностью закончены. В 1851 году гавань была ещё углублена и приспособлена для зимней стоянки судов.
В 1852 году в крепость проведена телеграфная линия — первая не только в России, но и во всей Восточной Европе.
В 1855 году батареи крепости отбили попытки английских судов войти в устье Двины.
27 мая 1856 года крепость посещает император Александр II.
В 1853 году построен мост через реку Аа (Бульупе).
В 1863 году построены мосты для связи с равелинами.
В 1864 году вырыт первый артезианский колодец. Вода найдена на глубине 175 футов (около 53 м).
В 1870 году начата постройка железной дороги Остесдамбис — Рига, протяжённостью более 17 километров. Так как тяжёлые большие суда не могли пройти до Риги по мелководной реке, здесь грузы приходилось перегружать на лёгкие суда и т. д. С открытием 1 января 1871 года железной дороги, скорость доставки грузов в Ригу увеличилась.
В 1887 году вышло положение об управлении крепостью.
До 1888 года в крепости не было такого органа исполнительной власти, который объединял бы управление инженерной и артиллерийскими частями крепости. Начальник инженерного управления и командир артиллерии подчинялись коменданту лишь в вопросах внешнего порядка. В смысле же обучения и ведения специальных занятий они были самостоятельны. Теперь все подчинялись коменданту, а исполнительным органом стал штаб крепости.
Первым комендантом с «полной мочью» был генерал-майор Доморадский — человек неутомимой энергии и сильной воли. Первым начальником штаба был полковник Дагаев.
В 1893 году крепость была переименована в Усть-Двинск.
Во время празднования 200-летия присоединения Риги к России, в 1910 году, в Ригу, на яхте «Штандарт», прибыл император России Николай II. В ходе пребывания в Риге, он 4 августа посетил Усть-Двинскую крепость. По-видимому, император по достоинству оценил стратегически выгодное положение крепости, потому что в 1911 году в крепость приехал начальник генерального штаба генерал от кавалерии Я. Г. Жилинский. Результатом этого посещения было решение о модернизации крепости. Строительство началось в 1912 году. Работами руководил строительный комитет во главе с комендантом крепости генерал-лейтенантом Иваном Андреевичем Миончинским. В состав комитета входили ещё начальник штаба крепости полковник генерального штаба Г. И. Гончаренко, начальник артиллерии полковник Тихомиров, начальник инженеров крепости инженер-полковник Бернард, государственный контролёр Драгневич и представитель военного министерства Башловский.
В крепости появился целый ряд военных инженеров, руководителей артелей, десятников, строителей, плотников, камнетёсов. Работа велась с раннего утра до позднего вечера. За короткое время дело подвинулось так далеко, что крепость преобразилась.
Согласно разработанному плану, работы велись далеко за пределами старых крепостных укреплений, в том числе и на правом берегу Двины. Здесь были выстроены оборонительные укрепления для 6 артиллерийских батарей, оснащённых 6-дюймовыми орудиями типа Кане Обуховского завода со складами для снарядов. Там же, только несколько в глубине острова, были построены ещё 3 батареи для орудий калибра 5,5 дюймов типа Виккерс. И уже на самом правом фланге Мангалсалы были построены 2 батареи для 10-дюймовых орудий (254 мм) Обуховского завода. За крепостными валами на левом берегу Двины были построены новые форты и 3 батареи 6-дюймовых орудий. Одновременно с батареями и фортами создавались хорошо укреплённые казематы для укрытия гарнизона крепости и железобетонные оружейные погреба. Была также создана целая сеть подземных телефонных кабелей. Минный городок был перенесён на правый берег. Для лучшего сообщения с правым берегом гребные лодки минной флотилии были заменены десятью моторными катерами.
Большие работы были проведены и в стенах крепости, построены новые помещения для офицерского состава, исправлены подъездные пути. Улучшались бытовые условия всего гарнизона. Постепенно крепость стала принимать сначала вид долговременного укреплённого форта, а вскоре и вообще — укрепрайона, способного отразить любое нападение, выдержать обстрелы и осаду.
В течение двух лет строительные работы были завершены, и крепость со стороны моря стала практически неприступной. Тем более, что из-за небольшой глубины фарватера Двины корабли с мощной артиллерией с большого расстояния не смогли бы подавить огонь крепостных батарей. К тому же предусматривалось устье реки Двины защитить минным заграждением. Руководители Усть-Двинской крепости добросовестно выполнили свои задачи по подготовке её к защите Риги со стороны моря и превращения крепости в неприступный бастион против сильнейшего в мире на тот момент германского флота. Особенно важно, что все основные работы были завершены до начала первой мировой войны.
Примечание: В крепости Динамюнде в 1773—1776 годах была построена Свято-Преображенская церковь по проекту (1771 г.) архитектора Сената Александра Виста для русского гарнизона крепости. Каменный собор был построен на месте старой деревянной православной церкви, воздвигнутой здесь в 1735 году. Церковь по проекту Сигизмунда Зеге фон Лауренберга, под руководством строительных дел мастера Кристофа (Христофера) Хаберланда была построена не здесь, а в крепости рижской Цитадели (рядом с Рижским замком, на другом берегу Двины) на десять лет позже — это был и поныне сохранившийся первый рижский православный собор Св. Петра и Павла (1781—1785), ныне концертный зал «Аве Сол».

### Крепость в период Первой мировой войны
О том, как гарнизон крепости встретил первый день войны, рассказывает в своих воспоминаниях начальник штаба крепости Г. И. Гончаренко. В конце июля он находился в отпуске на Рижском взморье и немедленно вернулся в крепость, как только было объявлено «особое положение». В гарнизоне он застал в штабе взволнованного генерала Миончинского, который с помощью адъютанта пытался открыть сейф, где хранились документы, регламентирующие чрезвычайные действия. План этот предписывал порядок подготовки крепости к обороне. Готовились к бою орудия, прорубались просеки для орудийных залпов, прокладывались минные заграждения в устье Двины и в море. Устанавливались дополнительные посты наблюдения, в том числе и на маяке. Четыре дня прошли в оживлённой работе и в решении важных вопросов обороны. Всё происходило спокойно и деловито и в приближение войны не особенно верилось. 
Однако 30 июля из Петербурга поступила телеграмма от военного министра генерала Сухомлинова: «Первым днём мобилизации считать 31 июля» — генерал Миончинский перекрестился и подписал приказ о мобилизации. Для укрепления гарнизона в крепость прибыл Гдовский пехотный полк с полковой артиллерией. Мобилизацией руководил начальник штаба полковник генштаба Г. И. Гончаренко. В крепость были вызваны для формирования 13 латышских рот стражи. В них числились опытные солдаты и унтер-офицеры сверхсрочники и инструкторы. Почти все без исключения резервисты — латыши. Таким образом, Григорию Ивановичу предстояло сформировать первые латышские части, которые через год станут национальными формированиями: знаменитые латышские стрелки. Но пока эти роты распределялись по регулярным полкам.  
Формирование латышских стрелковых батальонов в 1915 году происходило также в Усть-Двинской крепости. К командованию этих батальонов, которые позже будут развёрнуты в полки,были привлечены опытные офицеры и генералы-латыши: генерал Август Мисин, полковники Карл Гоппер, Иоаким Вацетис, Андрис Аузан, Янис Калнин, Карл Зелтиньш, Фридрих Бриедис, Густав Францис и многие другие.

#### Оборона Риги
Крепости было дано задание обеспечить её круговую оборону. Пришлось с суши обнести крепость многорядными (до 15 рядов) линиями заграждений из колючей проволоки. Кроме того, была сооружена плотина на протоке Хапака-гравис и были затоплены Спилвские луга. К тому же, в Больдераа были установлены новые полевые батареи для обеспечения тыла крепости. 
Рига к тому времени была фронтовым городом, кольцо линии фронта всё теснее сжималось вокруг неё. Однако положение города было далеко не безнадёжное. Со стороны моря она была надёжно защищена Усть-Двинской крепостью и морскими силами Рижского залива, которые уверенно контролировали залив. С суши Рига оборонялась силами 12-й армии Северного фронта: на северном побережье оборону держал 13-й армейский корпус, на Рижском плацдарме — 2-й и 6-й Сибирские корпуса и две латышские стрелковые бригады, восточное побережье Двины занимали 21-й и 43-й армейские корпуса. Всего Ригу обороняли 161 000 человек и 1150 орудий, что превышало численность противостоящих германских войск. 
Наиболее чувствительным участком обороны был Икскульский (Икшкильский) плацдарм (от острова Доле до устья реки Огре). Болевой точкой этого плацдарма было предмостье левого берега в излучине Двины в районе Лиелмуйжи. В 1915 году, во время отступления русских войск за это побережье зацепились две роты, преградившие противнику путь к переправе. В дальнейшем этот участок стал местом жестокого противостояния русских и германских полков. Окопы противников были вырыты на расстоянии от 80 до 200 метров. Этот тет-де-пон, названный в народе «Остров смерти» из-за бесчисленных потерь с обеих сторон, удерживался в течение 2 лет.
Первое, что сделал генерал Корнилов, став Верховным главнокомандующим — приказал командующему Северного фронта  Клембовскому сдать Икскюльский плацдарм.
Проведя тщательную разведку и серьёзную подготовку, германское командование запланировало наступление с нанесением главного удара в районе Икскуля (Икшкиле). Операцию должна была осуществить 8-я германская армия генерала Оскара фон Гутьера. 2-й гвардейской дивизии было поручено форсировать Двину в районе «Острова смерти», захватить плацдарм и расширить его. Наступлению должна была предшествовать артиллерийская подготовка с применением химических снарядов. Обо всём этом было хорошо известно командованию российской 12-й армии. По свидетельству комиссара Северного фронта В. Б. Станкевича, накануне операции сведения доставил перебежчик-эльзасец.
19 августа, в 4 часа утра, германская армия открыла массированный обстрел русских позиций в районе Икскуля. 2-я гвардейская дивизия без особых проблем форсировала реку и вклинилась в оборону 186-й пехотной дивизии, но сразу расширить плацдарм ей не удалось — 21-й корпус оказал сопротивление 14-й баварской дивизии при форсировании Двины в районе Огре. Но, несмотря на осведомлённость, русские полки в первый же день Рижской операции позволили противнику вклиниться в их оборону и создать угрозу окружения частей 12-й армии. Анализируя неудачи 12-й армии, генерал Свечин писал: «Отсутствие плана, решимости, разброска и растяжка сил — вот главные черты стратегии Северного фронта».
Окружения не случилось, 2-я латышская бригада остановила продвижение германской гвардии. На второй день немецкое наступление начало захлёбываться. Сибирские полки, вместе с 1-й латышской стрелковой бригадой остановили наступление 205-й германской дивизии в районе Бебербеки, заработали орудия Усть-Двинской крепости. Появилась возможность удержать Ригу. Но русское командование, не исчерпав все возможности, отдало приказ оставить рубеж обороны на реке Маза-Югла и уйти на запасные позиции. А затем, 20 августа, командующий 12-й армии генерал Парский, во исполнение директивы Корнилова, отдал приказ об отступлении на Венденские (Цесисские) позиции. В ночь на 21 августа полторы сотни тысяч русских солдат и офицеров через Ригу ушли в направлении на Венден (Цесис]]) и Псков.
Комендант Усть-Двинской крепости генерал-лейтенант Миончинский 20 августа получил приказание оставить крепость. Трудно представить себе, что пережил в тот день генерал, которому предстояло своими руками уничтожить его детище: крепость, которая была способна обороняться и выдержать многодневную осаду, то есть именно то, к чему он 5 лет готовил свой гарнизон.
Спешно, в невероятно краткий срок предстояло взорвать форты и 15 батарей за валами крепости и на Мангальсале, арсенал в крепости и пороховые погреба на левом и правом берегах Двины. В течение суток нужно было уничтожить неприступную модернизированную Усть-Двинскую крепость. Гарнизон выполнил эту задачу. Рижская операция 19-21 августа (1-3 сентября) 1917 года окончилась сдачей неприятелю третьего по значимости промышленного центра России и ликвидации модернизированной крепости 2-го класса Усть-Двинск. Потери 12-й армии составили 25 000 солдат и офицеров, 273 орудия и около 500 миномётов, бомбомётов и пулемётов. Потери были относительно невелики, так как лишь некоторые части армии оказали неприятелю сопротивление.
В крепость вошли германские войска.

### Первая Латвийская Республика и советский период
Во время военных событий 1919 года крепость несколько раз переходила из рук в руки: 3 января крепость заняли войска Советской Латвии, 23 мая крепость в руках латышских национальных войск, 11 октября крепость занимают войска генерала Бермондта; 15 октября латышские войска отбили крепость, но бермонтовцы продолжали обстреливать крепость и Болдераю до 5 ноября.
В Латвийской Республике Усть-Двинская крепость была переименована в Даугавгривскую крепость. Здесь размещались подразделения Латвийской армии. Из башни церкви была устроена водонапорная башня.
В советское время в крепости размещался дивизион тральщиков и соединение подводных лодок — 2-я бригада, в 1951—1956 годах — 17-я дивизия в составе 156 и 157 бригад, до 1969 года — 156-я бригада 37-й дивизии ПЛ.
В 1947 году была предпринята попытка взорвать пороховой погреб, построенный в XVII веке шведами.
18 октября 1983 года постановлением Совета министров Латвийской ССР за № 595 Даугавгривская крепость была объявлена памятником архитектуры. Правда, позднее постановление было аннулировано, и крепость осталась за военными.

### В постсоветское время
31 августа 1993 года российские войска оставили крепость, и она была передана вооружённым силам Латвии. В середине 1990-х годов военным предложили отдать крепость под строительство портового терминала, но Государственная инспекция по охране памятников культуры это предложение отклонила.
6 ноября 1995 года Кабинет министров Латвийской Республики принял постановление, согласно которому за крепостью закреплялся статус памятника архитектуры государственного значения.
В 1999 году комплекс строений крепости был сдан в аренду на 49 лет реставрационно-строительной компании Aumeisteru muiža, которая одновременно выполняет здесь восстановительные работы. 
Предполагается со временем превратить крепость в туристический центр, оборудовав здесь музеи, выставочные залы, смотровые площадки и зоны отдыха.
В начале 2000-х годов охранная зона вокруг исторического памятника была сокращена: часть территории была передана Рижскому свободному порту, часть — Военно-морским силам Латвии.

## Коменданты
Российские:
- 1723 — полковник Кропотов
- 1724 — подполковник Козлов
- 1725 — полковник Тыртов
- 1729 — полковник Хрущёв
- 1731 — полковник Румянцев
- 1733 — подполковник Мартынов
- 1734 — подполковник Лавров
- 1742 — генерал-лейтенант Иван Иванович Бибиков
- 1756 — полковник Яков Бильс
- 1765 — полковник Веиган
- 1797 — 1799 — полковник (с 16.11.1798 генерал-майор) Николай Николаевич Шилинг
- 1799 — 1801 — генерал-майор Иван Иванович Бриземан фон Неттинг
- 1803 — 1812 — генерал-майор Степан Александрович Кононович
- 17.09.1812 — 1813 — генерал-лейтенант Иван Иванович Бриземан фон Неттинг
- 1814 — 1815 — подполковник Клеменс
- 1815 — 1817 — полковник Будденброк
- 1817 — 1827 — подполковник Зотов
- 1827 — 1830 — подполковник (с 01.01.1830 полковник) Игнатьев
- 1830 — 20.02.1855 — полковник (с 26.03.1843 генерал-майор, с 6.12.1853 генерал-лейтенант) Евгений Егорович Мандерштерн
- 1855 — генерал-майор Роман Иванович Нольде
- 28.11.1855 — 27.02.1875 — генерал-майор (с 28.10.1866 генерал-лейтенант) Мориц Христианович Шульц
- 27.02.1875 — 1879 — генерал-майор (с 30.08.1878 генерал-лейтенант) Борис Герасимович Кутневич
- 1879 — 1886 — генерал-майор Фердинанд-Мориц Иванович Нейман
- 16.09.1886 — 14.01.1898 — генерал-лейтенант Моисей Яковлевич Доморадский
- 01.03.1898 — 16.03.1901 — генерал-майор (с 06.12.1900 генерал-лейтенант) Исидор Дмитриевич Сверчков
- 22.05.1901 — 27.05.1904 — генерал-лейтенант Пётр Тимофеевич Редькин
- 07.06.1904 — 19.05.1906 — генерал-майор Николай Григорьевич Петрович
- 19.05.1906 — 07.06.1906 — генерал-майор Михаил Михайлович Краевский
- 16.06.1906 — 17.03.1909 — генерал-майор (с 1908 генерал-лейтенант) Александр Францевич Рагоза
- 22.09.1910 — 1917 — генерал-майор (с 1913 генерал-лейтенант) Иван Андреевич Миончинский